# 서머타임 렌더
《서머타임 렌더》(일본어: サマータイムレンダ 사마타이무 렌다[*])는 타나카 야스키가 원작한 일본의 만화이다. 웹 코믹 사이트 및 스마트폰 앱 《소년 점프+》(슈에이샤)에서 2017년 10월 23일까지 2021년 2월 1일까지 매주 월요일에 착신되었다. 단행본은 전 13권 총 139화로 나왔다. 대한민국에서는 소미미디어에서 나오고 있다.
《아카마루 점프》(동사간행) 2008년 WINTER호에 게재된 다나카의 자작 《자메브》를 베이스로 하고 있어 와카야마현 와카야마시의 낙도를 무대로 한 SF 서스펜스가 그려진다. 선묘는 펜꽂이를 하지 않는 연필그리기이며 보조도 두지 않는 환경으로 제작되었다.
본 연재 완결 후에는 미디어 믹스로서 애니메이션화, 리얼 방탈출 게임화, 실사화의 3가지가 계획되었다. 애니메이션은 OLM에서 만들어 TOKYO MX 등에서 2022년 4월 15일부터 9월 30일까지 방영되었다.

## 줄거리
부모님의 죽음 이후, 아지로 신페이는 코후네 자매 우시오와 미오와 함께 자랐다. 신페이는 우시오가 익사하여 세상을 떠났다는 놀라운 소식을 들을 때까지 도쿄에 산다. 신페이는 고립 된 섬 마을로 돌아 왔지만 우시오의 몸에 목에 자국이 있다는 것을 알게되면서 우시오가 목이 졸라졌는지 의심스러워진다. 신페이는 우시오에게 실제로 일어난 일에 대한 해답을 찾고 이상한 어두운 수수께끼로부터 주민들을 구하려고 노력한다.

## 등장인물
아지로 신페이 (網代 慎平)
성우 - 하나에 나츠키
우시오의 장례식에 참석하기 위해 작은 섬으로 돌아와 그 섬에서 이상한 사건에 대해 알게된다. 어린 시절 친구 코후네 우시오의 장례식에 참석하기 위해 그는 도쿄에서 고향인 히토가시마로 2년 만에 돌아온다. 집으로 돌아가는 동안, 꿈에 등장하는 우시오로부터 하이네의 오른쪽 눈을 계승해, 자신의 죽음을 트리거로서 과거로 되돌아 가기 위해 의식을 되풀이하는 능력을 사용할 수 있게 된다.
코후네 우시오 (小舟 潮)
성우 - 나가세 안나
미오의 언니. 프랑스인 아버지 앨런의 유전으로 금발이다. 여름방학에 일어난 사고로 코바야카와 시오리를 구할려다가 목숨을 잃는다.
코후네 미오 (小舟 澪)
성우 - 시라스 사호
우시오의 수줍은 여동생. 신페이에게 호감을 느낀다.
미나카타 히즈루 (南方 ひづる) / 나구모 류노스케 (南雲 竜之介)
성우 - 히카사 요코
신페이가 섬에서 만나 섬의 신비에 대한 조사에서 협력하는 훈련 된 전투원.
히시가타 소우 (菱形窓)
성우 - 오노 켄쇼
섬에서 신페이의 가장 친한 친구. 미오와 사랑에 빠졌다.
히시가타 토키코 (菱形 朱鷺子)
목소리 - 카와세 마키
소우의 여동생. 미오의 절친한 친구.
네즈 긴지로 (根津 銀次郎)
성우 - 우라야마 진
섬의 노인 거주자이자 섬에서 증가하는 위험에 맞서 싸우는 히즈루의 동맹.
카리키리 마사히토 (雁切 真砂人) / 히시가타 시데히코 (菱形秀彦)
성우 - 코니시 카츠유키
현지 사제이자 히즈루의 어린 시절 친구 중 한 명. 실제로, 그는 수세기 전부터 히시가타 일족의 창시자이며, 헤인이 창조하고 출산 한 최초의 그림자로 그를 인간 그림자 하이브리드로 만든다.
토츠무라 테츠 (凸村 哲)
성우 - 우에다 요지
섬에있는 지역 및 유일한 경찰관. 코후네 가족의 친척이기도 하다.
코바야카와 시오리 (小早川 栞)
성우 - 쿠기미야 리에
우시오가 익사에서 구한 코바야카와 가문의 수상한 어린 딸.
히루코/하이네 (ヒルコ / ハイネ)
성우 - 쿠노 미사키
섬의 여신, 모든 그림자의 어머니.
히시가타 세이도 (菱形 青銅)
성우 - 오오츠카 아키오
소우와 토키코의 아버지. 지역 의사이자 검시관.
미나카타 류노스케 (南方 竜之介, 미나카타 류노스케)
성우 - 산페이 유우코
14년 전 살해된 히즈루의 쌍둥이 남동생. 그는 현재 누나의 몸에 두 번째 성격으로 거주하고 있으며 필요할 때마다 나타난다.
코후네 앨런 (小舟 アラン)
성우 - 겐다 텟쇼
우시오와 미오의 아버지, 그리고 신페이의 양아버지.

## 서지 정보
각 권에는 부제가 달려있다. 이 부제는 TV 애니메이션의 에피소드 제목으로도 사용되었다.
- 타나카 아스키 "서버타임 렌더" 슈에이샤 〈점프 코믹스〉, 전 13권
  1. 표착, 2018년 2월 2일 발매[集 1], ISBN 978-4-08-881339-4
  2. 소용돌이, 2018년 6월 4일 발매[集 2], ISBN 978-4-08-881554-1
  3. 궤도 공명, 2018년 9월 4일 발매[集 3], ISBN 978-4-08-881606-7
  4. 원수, 2018년 12월 4일 발매[集 4], ISBN 978-4-08-881654-8
  5. 메멘토, 2019년 2월 4일 발매[集 5], ISBN 978-4-08-881753-8
  6. 피의 밤, 2019년 5월 2일 발매[集 6], ISBN 978-4-08-881837-5
  7. to be/not to be, 2019년 8월 2일 발매[集 7], ISBN 978-4-08-882024-8
  8. 라이츠 카메라 액션, 2019년 10월 4일 발매[集 8], ISBN 978-4-08-882126-9
  9. 대면, 2020년 1월 4일 발매[集 9], ISBN 978-4-08-882191-7
  10. 메이드 인 블랙, 2020년 5월 13일 발매[集 10], ISBN 978-4-08-882291-4
  11. All is not lost., 2020년 8월 4일 발매[集 11], ISBN 978-4-08-882403-1
  12. 귀환, 2020년 11월 4일 발매[集 12], ISBN 978-4-08-882513-7
  13. 다녀왔어, 2021년 4월 2일 발매[集 13], ISBN 978-4-08-882612-7
- 타나카 아스키 '서머타임 렌더 1~3권 세트', 2022년 3월 3일 발매[集 14], ISBN 978-4-08-883030-8
- 타나카 아스키 "서머타임 렌더 2026 미연사고물건" 슈에이샤 〈점프 코믹스〉, 2022년 7월 4일 발매[集 15], ISBN 978-4-08-883189-3

## TV 애니메이션
2022년 4월부터 9월까지 TOKYO MX 등에서 방영되었다.

### 스태프
- 원작 - 타나카 야스키(田中靖規)
- 감독 - 와타나베 아유무(渡辺歩)
- 부감독 - 나카노 사토시(中野悟史)
- 시리즈 구성·각본 - 세코 히로시(瀬古浩司)
- 캐릭터 디자인 - 마츠모토 미키(松元美季)
- 서브 디자인 - 카라스 히로아키(為水正太郎)
- 메인 애니메이터 - 타메미즈 쇼타로(為水正太郎)
- 프롭 디자인 - 마츠오 유키(松尾優希), 사토 카즈미(佐藤和巳)(제1~14, 16화~)
- 색채 설계 - 아키모토 유키(秋元由紀)
- 미술 감독 - 아카사카 안나(赤坂杏奈), 하타케야마 유키(畠山佑貴)
- 미술 설정 - 타다 슈헤이(多田周平), 츠나도 에이코(綱頭瑛子), 타키자와 마나미(滝沢麻菜美), 斉婉延(제4~8, 10~14, 16화~)
- 촬영 감독 - 키무라 토시야(木村俊也)
- 편집 - 코지마 토시히코(小島俊彦)
- 음향 감독 - 코이즈미 키스케(小泉紀介)
- 음악 - 오카베 케이이치(岡部啓一), 타카다 류이치(高田龍一), 호아시 케이고(帆足圭吾)
- 음악 프로듀서 - 大隅啓良
- 프로듀서 - 마츠자키 유키(松﨑友貴), 시모사토 사토루(下里悟), 쿠라시마 마유미(倉島真由実), 후키노 후미나리(吹野史斉), 키타자와 후미타카(北澤史隆), 소토카와 아키히로(外川明宏), 노세 카즈야(野瀬和也)
- 애니메이션 프로듀서 - 코지마 히로아키(児島宏明)
- 애니메이션 제작 - OLM TEAM KOJIMA
- 제작(制作) - 쇼가쿠칸 슈에이샤 프로덕션
- 제작(製作) - 서머타임 렌더 제작위원회

### 주제가
별이 헤엄치다(星が泳ぐ)
마카로니엔피츠에 의한 1쿨 오프닝 테마. 작사・작곡은 핫토리, 편곡은 마카로니엔피츠.
돌아오는 여름(回夏)
cadode에 의한 1쿨 엔딩 테마. 작사는 koshi, 작곡・편곡은 eba.
여름 꿈 노이지(夏夢ノイジー)
아사카에 의한 2쿨 오프닝 테마. 작사・작곡은 시쿠라 치요마루, 편곡은 유우키 신이치.
실연 송을 잔뜩 듣고 울기만 하는 나는 이제(失恋ソング沢山聴いて 泣いてばかりの私はもう。)
리리아.에 의한 2쿨 엔딩 테마. 작곡・편곡은 리리아..

### 방영 목록
| 화수 | 제목                                              | 그림 콘티         | 연출            | 작화 감독 | 총작화 감독                                                                 | 방송일          |
| ---- | ------------------------------------------------- | ----------------- | --------------- | --- | --------------------------------------------------------------------------- | --------------- |
| #01  | さよなら夏の日 안녕, 여름날                       | 와타나베 아유무   | 마츠다 신지     | 니시무라 히로시 이나데 하루카 사토 요시히사 | 마츠모토 미키                                                               | 2022년 4월 15일 |
| #02  | 影 그림자                                         | 야마모토 준이치   | 야마모토 준이치 | 사코에 사라 니시무라 히로시 | 카라스 히로아키                                                             | 4월 22일        |
| #03  | 漂着 표착                                         | 마치다 마치코     | 이시다 토오루   | 이이다 키요타카 니시다 미야코 하시모토 하루나 | 타카다 하루히토 마츠모토 미키 카라스 히로아키                               | 4월 29일        |
| #04  | 未視感 미시감(자메뷰)                             | 아이케이 료타     | 야마모토 류타   | 아미 케이노스케 미야자키 아사미 쿠스노키 토모코 | 츠지 마사토시                                                               | 5월 6일         |
| #05  | 渦 소용돌이                                       | 와타나베 아유무   | 마츠다 신지     | 사토 요시히사 하시모토 하루나 이나데 하루카 요시노 아키토시 니노미야 나나코 | 마츠모토 미키 카라스 히로아키 츠지 마사토시                                 | 5월 13일        |
| #06  | 軌道共鳴 궤도 공명                                | 카네코 신고       | 키무라 요시츠구 | 모토요시 아키코 니시무라 히로시 히지카타 유키 하기와라 마사토 | 마츠모토 미키 카라스 히로아키 타카다 하루히토                               | 5월 20일        |
| #07  | 仇敵 원수                                         | 스가와라 미유키   | 하리마 유우     | 스가와라 미유키 하기와라 마사토 니시무라 히로시 요시노 아키토시 사토 요시히사 아미 케이노스케 차명준 구자천                                                                                      | 마츠모토 미키 카라스 히로아키 타카다 하루히토 스가와라 미유키               | 5월 27일        |
| #08  | メメント 메멘토                                   | 후데사카 아키노리 | 하기와라 유리   | 이하늘 서승혜 김관구 김지나 서정아 | 마츠모토 미키 카라스 히로아키 타카다 하루히토                               | 6월 3일         |
| #09  | 流れよ我が涙 흘러라, 나의 눈물이여                | 이노우에 케이스케 | 오유남          | Kim.S Kim.J.W Park.S.H Lim.S.K Lee.B.S 김정남 한승희 코바야시 이치조 김원회 Dogwood 黒染 | 마츠모토 미키 카라스 히로아키 타카다 하루히토 츠지 마사토시 사토 요시히사   | 6월 10일        |
| #10  | 闇の中へ 어둠 속으로                              | 야마모토 준이치   | 야마모토 준이치 | 사코에 사라 시라하라 츠구미 | 마츠모토 미키 카라스 히로아키 타카다 하루히토 츠지 마사토시                 | 6월 17일        |
| #11  | の時間 식사 시간                                  | 시무라 히로아키   | 이시다 토오루   | 사쿠라이 코노미 이카이 카즈유키 핫토리 마스미 미나미 신이치로 杜伟峰 魏旭龍 陈亮 | 마츠모토 미키 카라스 히로아키 타카다 하루히토 사토 요시히사 스가와라 미유키 | 6월 24일        |
| #12  | 血の液 피의 밤                                    | 코지마 마사시     | 시노미야 하루   | 이나데 하루카 하시모토 하루나 요시노 아키토시 모토요시 아키코 니시무라 히로시 송현주 한은미 박송화 최은영                                                                                        | 마츠모토 미키 카라스 히로아키 타카다 하루히토 츠지 마사토시                 | 7월 1일         |
| #13  | トモダチ 친구                                     | 사카이 하야토     | 사카이 하야토   | 사에키 나오미 쿠사카베 치즈코 | 츠지 마사토시                                                               | 7월 8일         |
| #14  | to be/not to be                                   | 와타나베 토시노리 | 減辺千伽        | 우츠기 이사오 사쿠라이 코노미 미나미 신이치로 Studio MarBean 일영공방 | 마츠모토 미키 카라스 히로아키 타카다 하루히토 후쿠치 준페이                 | 7월 15일        |
| #15  | ライツ カメラ アクション 라이츠 카메라 액션       | 야지마 테츠오     | 야지마 테츠오   | 니시야 야스시 | -                                                                           | 7월 22일        |
| #16  | オリジナル 오리지널                               | 小沢 蟹           | 키무라 요시츠구 | White Line | 츠지 마사토시 타카다 하루히토                                               | 7월 29일        |
| #17  | 決断 결단                                         | 토쿠나가 류지     | 田尻賀子        | 사쿠라이 코노미 李望斌 | 마츠모토 미키 카라스 히로아키 타카다 하루히토 후쿠치 준페이                 | 8월 5일         |
| #18  | 対面 대면                                         | 야마모토 준이치   | 야마모토 준이치 | 모토요시 아키코 하시모토 하루나 요시노 아키토시 이나데 하루카 이와하타 고이치 키타다 히사토 송현주 한은미                                                                                        | 마츠모토 미키 카라스 히로아키 타카다 하루히토                               | 8월 12일        |
| #19  | メイドインブラック 메이드 인 블랙                 | 후데사카 아키노리 | 이시다 토오루   | 사코에 사라 시라하라 츠구미 하타 히로미 | 마츠모토 미키 카라스 히로아키                                               | 8월 19일        |
| #20  | All is (not) lost.                                | 스가와라 미유키   | 하리마 유우     | 니시무라 히로시 니이무라 카나 모리카와 유키 요시노 아키토시 | 마츠모토 미키 카라스 히로아키 타카다 하루히토 스가와라 미유키               | 8월 26일        |
| #21  | 網代慎平の一番長い日 아지로 신페이의 가장 긴 하루 | 오오시마 카츠야   | 오오시마 카츠야 | 이시마루 후미노리 모토요시 아키코 오가와 아카네 이나데 하루카 | 마츠모토 미키 카라스 히로아키 타카다 하루히토                               | 9월 2일         |
| #22  | 帰還 귀환                                         | 와타나베 토시노리 | 오유남          | S.Kim J.W.Kim Y.S.Kwon B.S.Lee 신재은 사쿠라이 타쿠로 코바야시 이치조 김정남 한승희 김원회 정영훈 김경운 신영순 오현경 亮点動画 長城動画 暁 AAA BIG OWL 그레인                                   | 마츠모토 미키 카라스 히로아키 타카다 하루히토 후쿠치 준페이                 | 9월 9일         |
| #23  | 常夜 토코요                                       | 우에다 하나코     | 우에다 하나코   | 사토 요시히사 니시무라 히로시 하시모토 하루나 미나가와 아카리 모리카와 유키 오오카마 사야카 사코에 사라 사에키 나오미                                                                            | 카라스 히로아키 스가와라 미유키 타카다 하루히토 마츠모토 미키               | 9월 16일        |
| #24  | Summertime re-rendering                           | 야지마 테츠오     | 시노미야 하루   | 이시마루 후미노리 모토요시 아키코 오가와 아카네 이나데 하루카 난바 이사오 토리이 하야토 朱世傑 시마자키 코헤이 타지마 미즈호 카와바타 에루킨 니이무라 카나 윌리엄 리 송현주 한은미 이동훈 최은영 | 마츠모토 미키 카라스 히로아키 타카다 하루히토                               | 9월 23일        |
| #25  | 「ただいま」 '다녀왔어'                           | 와타나베 아유무   | 마에야 토시히로 | 마츠다 신지 후쿠나가 나기사 히우라 레이나 니시무라 히로시 하시모토 하루나 스가와라 미유키 우에다 하나코 모리카와 유키 후쿠치 준페이 니이무라 카나 모토요시 아키코                                | 마츠모토 미키 카라스 히로아키 타카다 하루히토 나카노 사토시 츠지 마사토시   | 9월 30일        |